# María Enriqueta Burelo Melgar
María Enriqueta Burelo Melgar (Arriaga, Chiapas, 1955) es una académica mexicana, comunicóloga y feminista. Es integrante del Grupo Amplio de Mujeres (GAM), de la Red Chiapas por la Paridad Efectiva (REPARE) y desde 2016 se desempeñó como la titular de la Secretaría Municipal de la Mujer de la Ciudad de Tuxtla Gutiérrez, Chiapas.

## Trayectoria Académica
Cursó la carrera de psicología en la Universidad Iberoamericana (Ciudad de México) y en Chiapas la licenciatura en Ciencias de la Comunicación en modalidad a distancia en la Universidad Nacional Autónoma de México (UNAM).
En 1998 se incorporó a la Universidad Autónoma de Chiapas (UNACH) en donde se destacó como docente e investigadora y fundó el Departamento de Equidad de Género a partir del cual se institucionalizó la perspectiva de género en la Universidad.

## Trayectoria Política y en la Sociedad Civil
Lideró las reuniones del Grupo Amplio de Mujeres, el cual en 2013 se constituyó como una organización civil que tiene por objetivo incentivar la participación de las mujeres en los ámbitos social y político.
En el año 2015, en el marco de Día Internacional de la Mujer, recibió un homenaje por su labor en favor de los derechos humanos y los derechos de las mujeres en Chiapas por parte amigas, amigos y de las organizaciones de la sociedad civil.
Durante su gestión como titular de la Secretaría Municipal de la Mujer, se reinstaló el Consejo Municipal para la Atención a una vida libre de violencia, el cual busca atender la violencia contra las mujeres en este municipio, además, llevó a cabo el proyecto "Agenda Ciudadana de las Mujeres de Tuxtla" en el cual se detectaron las colonias con mayor porcentaje de denuncias de violencia de género y partir del cual se realizaron actividades capacitación con las mujeres habitantes del municipio, en este marco, también realizó alianzas de colaboración con la Unidad de Atención a la Violencia Familias y con la Fiscalía Especializada en derechos de las Mujeres.
En noviembre de 2018, como integrante del Colectivo "Mujeres por una Agenda Incluyente" -el cual agrupa a 30 colectivos y a más de 200 mujeres académicas, campesinas, indígenas e investigadoras- entregó al Rector de la Universidad Autónoma de Chiapas un diagnóstico y propuestas para garantizar la participación de las mujeres en todos los niveles del gobierno, con el objetivo de que sean integradas en el Plan de Gobierno 2018-2024.